# Houetteville
Houetteville é uma comuna francesa na região administrativa da Normandia, no departamento de Eure. Estende-se por uma área de 6,92 km². Em 2010 a comuna tinha 211 habitantes (densidade: 30,5 hab./km²).